# Фетиш силы
Фети́ш си́лы — вид фетишизма, при котором сексуальное возбуждение вызывают такие качества партнёра, как объём и упругость мускулатуры, способность выполнять силовые (подъём и удержание тяжестей, сгибание, разрыв, раздавливание твёрдых предметов) и акробатические трюки, достижения в сфере единоборств. Иногда, реже, выражается в желании добиться аналогичных результатов самому и демонстрировать их окружающим. Специального названия в русском языке не имеет, в англоязычной литературе приняты термины «sthenolagnia» и «cratolagnia».
Удовлетворяется различными способами: посещением либо просмотром в записи соревнований бодибилдеров, участием в смешанной борьбе, прикосновениями к мускулистому телу. В некоторых странах привёл к появлению профессиональных «session wrestler», женщин, имеющих спортивную подготовку и готовых бороться с мужчинами за плату. По-видимому, в значительной мере обуславливает интерес гетеросексуальных мужчин к борьбе сабмишн и кетфайту (Женская драка).
В искусстве породил жанр комиксов «female muscle growth», героини которого обладают огромными, невозможными в реальности мышцами, а также разновидность фурри-арта «muscle furry». В хентае породил поджанр сётакона «кинсёта», герои которого — подростки среднего школьного возраста с крепкой, не по годам развитой мускулатурой.
Может сочетаться с другими видами фетишизма, например, практика «head scissors» (женщина захватывает и сжимает ногами шею мужчины) находится на стыке фетиша силы и фут-фетиша. Отчасти связан с садомазохизмом, поскольку доминирующий партнёр, а также зрители могут получать удовольствие от проявляемой подчинённым болевой выносливости (которая тоже является своеобразной «силой»), равно как и сам подчинённый от возможности её показать. Также распространен фут-рестлинг (борьба ступнями ног) и фут-пушинг (напряжение ступней ног с целью заставить их потеть).
Существует вид фетишизма - моральной (духовной) силы, проявляющийся в сексуальном возбуждении при созерцании процессов молитвы, самовнушения, аутотренинга, медитации, занятий йогой и т.п. Часто сопутствует фетишу физической силы.

## Родственные фетиши
- L&C, Lift and Carry (стремление быть поднятым и перенесённым на руках). Дословный перевод с английского — поднимать и переносить (держать). Рассматривается в различных аспектах. Первый — технический, связан с грузоподъёмными механизмами, оборудованием и устройствами. Второй — процесс физического взаимодействия между людьми, как правило, ненасильственного характера, при котором один из партнёров или партнёрш поднимает и (или) переносит другого (другую). Элементы L&C широко представлены в балете, народных и бальных (спортивных) танцах, в финском спортивно-фольклорном шоу, во многих цирковых жанрах и некоторых видах спортивных праздничных мероприятий, спортивной акробатике, в фигурном катании, акробатическом рок-н-ролле, спортивной аэробике и в определённой мере в синхронном плавании и спортивной борьбе. L&C — одна из разновидностей фетиша, где сам процесс поднятия и переноса между двумя и большей группой людей уже являет собой фетиш для стороннего наблюдателя. Немаловажную роль играют: контраст в габаритах и физиологических особенностях участников, расово-антропологические и половозрастные (а при определённых условиях и социальные) различия наряду с фактором гетерохромофилии, которые в совокупности своей стимулируют аппарат возбуждения. Как фетиш L&C до недавнего времени был малораспространённым и редко встречаемым в постсоветских республиках, но сейчас становится всё более популярным. По данным исследований, наибольшим интересом пользуются подтипы, предполагающие, что женщина поднимает и переносит мужчину и женщина поднимает и переносит женщину.
- Краш-фетиш. Например, видео, где женщина демонстрирует раздавливание арбуза между бёдрами, является сексуальным для краш- и силовых фетишистов одновременно. Широко распространены и такие фетиши, как топтание ногами предметов, игрушек и фотографий.
- Макрофилия (тяга к людям более высокого роста, в узком смысле — к гигантам).